# Itapejara d'Oeste
Itapejara d'Oeste este un oraș în Paraná (PR), Brazilia.